# الملا فضل الله
الملا فضل الله (1974 - 14 يونيو 2018)، زعيم تنظيم طالبان باكستان منذ 7 نوفمبر 2013 خلفاً لحكيم الله محسود، وهو رجل دين إسلامي متشدد أمر بفرض الشريعة الإسلامية في وادي سوات خلال الفترة ما بين 2007 و2009، وذلك خلال تزعمه حركة تطبيق الشريعة المحمدية.
تتهم الاستخبارات الباكستانية فضل الله بمحاولة اغتيال الناشطة الباكستانية ملالا يوسفزي التي كانت تُدافع عن حق الفتيات بالتعليم، في أكتوبر 2012.

## الوفاة
في 23 مارس 2015، ذكرت وسائل إعلام باكستانية أن الجيش الباكستاني تمكن من قتل الملا فضل الله على الحدود بين باكستان وأفغانستان؛ إلا أن هذه الادعاءات تم تفنيذها من قِبل حركة طالبان باكستان التي أكدت على أن زعيمها الملا لا زال حيا يُرزق.
في 14 يونيو 2018، قُتل الملا في غارة جوية نفذتها طائرة بدون طيار أمريكية في ولاية كونار بأفغانستان وذلك عقب تأدية الملا رفقة بعض من زملائه لصلاة التراويح.